# Gabriel Cannon
Gabriel Cannon (* 25. August 1806 im Spartanburg County, South Carolina; † 1893) war ein US-amerikanischer Politiker. Zwischen 1856 und 1858 war er Vizegouverneur des Bundesstaates South Carolina.

## Werdegang
Über die Jugend und Schulausbildung von Gabriel Cannon ist nichts überliefert. Später war er im Handel, als Farmer und als Baumwollproduzent tätig. Politisch schloss er sich der Demokratischen Partei an. Sowohl vor als auch während und nach dem Bürgerkrieg saß er mit Unterbrechungen im Senat von South Carolina.
1856 wurde Cannon von der South Carolina General Assembly an der Seite von Robert Francis Withers Allston zum Vizegouverneur seines Staates gewählt. Dieses Amt bekleidete er zwischen dem 9. Dezember 1856 und dem 10. Dezember 1858. Dabei war er Stellvertreter des Gouverneurs. Nach seiner Zeit als Vizegouverneur gehörte er für einige Zeit erneut dem Staatssenat an. Er starb im Jahr 1893.